# Leucania anargyria
Leucania anargyria là một loài bướm đêm trong họ Noctuidae.